# Прапор Брянської області
Прапор Брянської області є символом Брянської області. Прийнятий Брянською обласною думою 5 листопада 1998 року (Закон Брянської області «Про символи Брянської області»).

## Опис
Прапор Брянської області являє собою полотнище бордового кольору зі співвідношенням сторін 1:1,5. У центрі полотнища поміщений герб Брянської області.